# Заліян
Заліян (перс. زاليان) — село в Ірані, у дегестані Заліян, у бахші Заліян, шагрестані Шазанд остану Марказі. За даними перепису 2006 року, його населення становило 580 осіб, що проживали у складі 137 сімей.

## Клімат
Середня річна температура становить 9,93 °C, середня максимальна – 28,95 °C, а середня мінімальна – -12,52 °C. Середня річна кількість опадів – 289 мм.
| Клімат поселення                              | Клімат поселення | Клімат поселення | Клімат поселення | Клімат поселення | Клімат поселення | Клімат поселення | Клімат поселення | Клімат поселення | Клімат поселення | Клімат поселення | Клімат поселення | Клімат поселення | Клімат поселення |
| Показник                                      | Січ.             | Лют.             | Бер.             | Квіт.            | Трав.            | Черв.            | Лип.             | Серп.            | Вер.             | Жовт.            | Лист.            | Груд.            |                  |
| Середній максимум, °C                         | 4,44             | 6,57             | 10,18            | 17,13            | 22,39            | 27,23            | 28,72            | 28,95            | 23,92            | 17,62            | 11,06            | 5,79             |                  |
| Середня температура, °C                       | −4,05            | −1,9             | 1,68             | 8,65             | 13,90            | 18,74            | 23,07            | 23,29            | 18,26            | 11,96            | 5,41             | 0,14             |                  |
| Середній мінімум, °C                          | −12,52           | −10,39           | −6,79            | 0,16             | 5,44             | 10,26            | 17,42            | 17,64            | 12,61            | 6,30             | −0,25            | −5,54            |                  |
| Норма опадів, мм                              | 43               | 38               | 53               | 40               | 36               | 8                | 1                | 1                | 1                | 6                | 25               | 37               |                  |
| Середньомісячна швидкість вітру, м/с          | 1.14             | 2.40             | 2.90             | 2.75             | 2.37             | 2.23             | 2.10             | 2.19             | 2.09             | 1.94             | 1.79             | 1.32             |                  |
| Середньомісячна сонячна радіація, кДж/м²·день | 9489             | 12450            | 15109            | 18366            | 22412            | 27126            | 25968            | 24134            | 21403            | 15888            | 11217            | 9133             |                  |
| --------------------------------------------- | ---------------- | ---------------- | ---------------- | ---------------- | ---------------- | ---------------- | ---------------- | ---------------- | ---------------- | ---------------- | ---------------- | ---------------- | ---------------- |
| Джерело:                                      |                  |                  |                  |                  |                  |                  |                  |                  |                  |                  |                  |                  |                  |